# Impulso específico

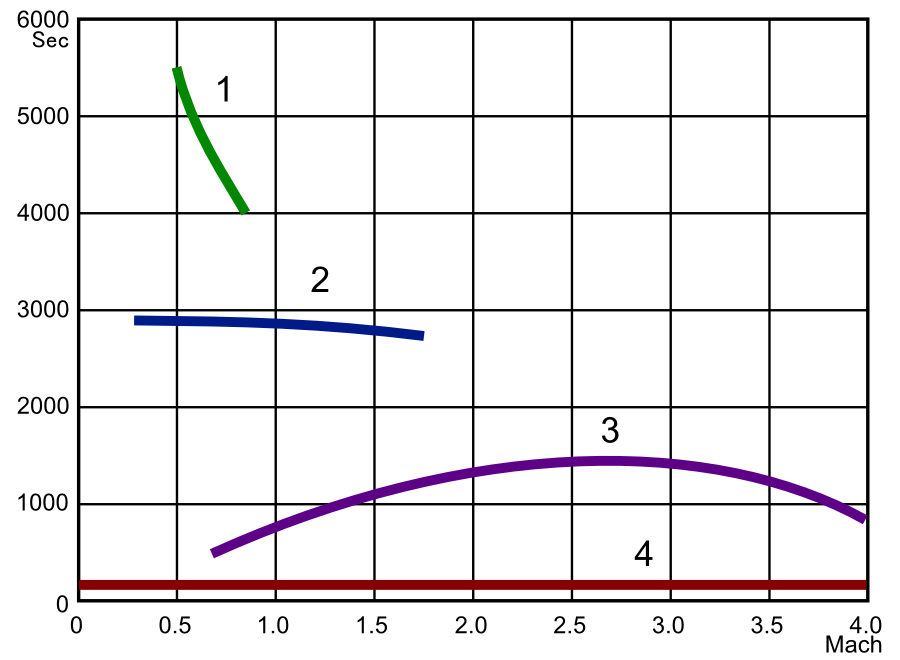
Rangos de impulsos específico para varios tipos de motor: motor de explosión (1), turborreactor (2), estatorreactor (3) y motor cohete (4).

El impulso específico es el período en segundos durante el cual 1 kg de masa de propergol (el combustible y oxidante juntos) producirá un empuje de 1 kg de fuerza. Aunque el impulso específico es una característica propia del sistema de propergoles, su valor exacto varía de acuerdo a algunas condiciones de operación y diseño del motor de un cohete. Por esta razón se asignan diferentes números a un determinado propergol o combinación de estos.
Como característica importante de los combustibles, el número indica la eficiencia de los propelentes. Cuanto más alto es el número, mayor es la eficiencia.

## Consideraciones generales
La cantidad de propelente se mide normalmente en unidades de masa o peso. Si se utiliza masa, el impulso específico es un impulso por unidad de masa, que el análisis dimensional muestra unidades de velocidad, por lo que los impulsos específicos se miden a menudo en metros por segundo y se denominan a menudo velocidad de escape efectiva. Sin embargo, si se utiliza el peso del propulsor, un impulso dividido por una fuerza (peso) resulta ser una unidad de tiempo, y por lo tanto los impulsos específicos se miden en segundos. Estas dos formulaciones son ampliamente utilizadas y difieren entre sí por un factor de g0, la constante dimensionada de la aceleración gravitatoria en la superficie de la Tierra.
Obsérvese que la velocidad de cambio de impulso de un cohete (incluyendo su propelente) por unidad de tiempo es igual al empuje.
Cuanto mayor sea el impulso específico, menor será el propelente para producir un empuje dado durante un tiempo dado. En este sentido un propelente es más eficiente cuanto mayor es su impulso específico. Esto no debe confundirse con la eficiencia energética, que puede disminuir a medida que aumenta el impulso específico, ya que los sistemas de propulsión que dan un alto impulso específico requieren alta energía para hacerlo.
Es importante que el empuje y el impulso específico no se confundan. El impulso específico es una medida del impulso producido por unidad de propulsor gastado, mientras que el empuje es una medida de la fuerza momentánea o máxima suministrada por un motor particular. En muchos casos, los sistemas de propulsión con impulsos específicos muy elevados -algunos propulsores de iones alcanzan 10 000 segundos- producen empujes bajos.
Cuando se calcula un impulso específico, solo se cuenta el propulsor que se transporta con el vehículo antes del uso. Para un cohete químico, la masa propulsora, por tanto, incluiría tanto combustible como oxidante; Para los motores de respiración de aire solo se cuenta la masa del combustible, no la masa de aire que pasa a través del motor.
La resistencia del aire y la incapacidad del motor para mantener un alto impulso específico a una velocidad de combustión rápida son las razones por las cuales el propulsor no se utiliza lo más rápido posible.
Si un motor pesa más para ganar un impulso específico más alto, puede no ser tan eficiente en ganar altitud, distancia o velocidad como un motor más ligero que tiene un impulso específico más bajo.
Si no fuera por la resistencia del aire y la reducción del propelente durante el vuelo, el impulso específico sería una medida directa de la eficiencia del motor en la conversión del peso o masa del propulsor en impulso hacia adelante.

## Ejemplos
| Motor                                            | Velocidad de escape efectiva (m/s) | Impulso específico (s) | Escape de la energía específica (MJ/kg) |
| ------------------------------------------------ | ---------------------------------- | ---------------------- | --------------------------------------- |
| Turbofan motor a reacción (actual V es ~300 m/s) | 29.000                             | 3000                   | ~0,05                                   |
| Transbordador Espacial Cohete Acelerador Sólido  | 2.500                              | 250                    | 3                                       |
| Oxígeno líquido-hidrógeno líquido                | 4.400                              | 450                    | 9,7                                     |
| Propulsor iónico                                 | 29.000                             | 3000                   | 430                                     |
| VASIMR                                           | 30.000–120.000                     | 3000–12.000            | 1.400                                   |
| Propulsor de iones de cuadrícula de doble etapa  | 210.000                            | 21.400                 | 22.500                                  |

Un ejemplo de un impulso específico medido en el tiempo es de 453 segundos, lo que equivale a una velocidad efectiva de escape de 4.439 m/s (al multiplicarlo por la gravedad de la tierra), para los motores principales del transbordador espacial cuando se opera en vacío. Un motor de reacción o mal llamado motor a chorro, tiene típicamente un impulso específico mucho más grande que el motor de un cohete; Por ejemplo un motor turbofán de reacción puede tener un impulso específico de 6.000 segundos o más en el nivel del mar, mientras que un cohete sería alrededor 200-400 segundos.
Un motor de combustión de combustión o a reacción es por tanto mucho más propulsor eficiente que un motor de cohete, porque si bien la velocidad real de escape es mucho menor, el aire proporciona un oxidante, y el aire se utiliza como masa de reacción. Dado que la velocidad de escape física es menor, la energía cinética que el escape lleva es menor y, por lo tanto, el motor de reacción o a chorro utiliza mucho menos energía para generar empuje (a velocidades subsónicas). Si bien la velocidad de escape real es menor para estos motores, la velocidad de escape efectiva es muy alta. Esto se debe a que el cálculo efectivo de la velocidad de escape supone esencialmente que el propelente proporciona todo el empuje y, por lo tanto, no es físicamente significativo; Sin embargo, es útil para la comparación con otros tipos de motores.
El impulso específico más alto para un propulsor químico probado en un motor de cohete fue 542 segundos (5.320 m / s) con un tripropilante de litio, flúor e hidrógeno. Sin embargo, esta combinación no es práctica; Ver el combustible del cohete.
Los motores de cohetes térmicos nucleares difieren de los motores de cohetes convencionales en que el empuje se crea estrictamente a través de fenómenos termodinámicos, sin reacción química. El cohete nuclear opera típicamente haciendo pasar gas hidrógeno a través de un núcleo nuclear sobrecalentado. Las pruebas en los años sesenta produjeron impulsos específicos de unos 850 segundos (8.340 m / s), aproximadamente el doble que los motores de los transbordadores espaciales.
Una variedad de otros métodos de propulsión de no cohetes, tales como propulsores de iones, dan un impulso específico mucho más alto pero con un empuje mucho más bajo; Por ejemplo, el propulsor de efecto Hall en el satélite SMART-1 tiene un impulso específico de 1640 s (16.100 m / s), pero un empuje máximo de solo 68 milinewtons. El motor de impulso variable magnetoplasma de cohetes (VASIMR) actualmente en desarrollo teóricamente producirá 20.000-300.000 m/s y un empuje máximo de 5.7 newtons .